# زیلیا ششیچ
زیلیا ششیچ(به آلمانیCélia Šašić:) بازیکن سابق فوتبال زنان است. وی تا پیش از بازنشستگی‌اش در سال ۲۰۱۵ به عنوان مهاجم برای تیم ملی فوتبال زنان آلمان باشگاه فرانکفورت و همین‌طور باشگاه باد نوین‌آر-آروایلار بازی می‌کرد.